# العلاقات البالاوية الكورية الجنوبية
العلاقات البالاوية الكورية الجنوبية هي العلاقات الثنائية التي تجمع بين بالاو وكوريا الجنوبية.

## مقارنة بين البلدين
هذه مقارنة عامة ومرجعية للدولتين:
| وجه المقارنة                                              | بالاو                         | كوريا الجنوبية                                                          |
| --------------------------------------------------------- | ----------------------------- | ----------------------------------------------------------------------- |
| المساحة (كم2)                                             | 465                           | 100.30 ألف                                                              |
| عدد السكان (نسمة)                                         | 21.73 ألف                     | 51.47 مليون                                                             |
| الكثافة السكانية (ن./كم²)                                 | 4.67 ألف                      | 513.16                                                                  |
| العاصمة                                                   | نغيرولمود، كورور              | سول                                                                     |
| اللغة الرسمية                                             | لغة إنجليزية، اللغة البالاوية | اللغة الكورية                                                           |
| العملة                                                    | دولار أمريكي                  | وون كوري جنوبي                                                          |
| الناتج المحلي الإجمالي (بليون دولار)                      | 291.54 مليون                  | 1.53 تريليون                                                            |
| الناتج المحلي الإجمالي (تعادل القوة الشرائية) بليون دولار | 326.12 مليون                  | 1.75 تريليون                                                            |
| الناتج المحلي الإجمالي الاسمي للفرد دولار أمريكي          | 13.50 ألف                     | 27.22 ألف                                                               |
| الناتج المحلي الإجمالي للفرد دولار أمريكي                 | 14.76 ألف                     |                                                                         |
| مؤشر التنمية البشرية                                      | 0.780                         | 0.901                                                                   |
| رمز المكالمات الدولي                                      | +680                          | +82                                                                     |
| رمز الإنترنت                                              | .pw                           | .kr                                                                     |
| المنطقة الزمنية                                           | ت ع م+09:00                   | توقيت كوريا الجنوبية، ت ع م+09:00، آسيا/سيول ‏، ت ع م+08:00، ت ع م+08:30 |

## منظمات دولية مشتركة
يشترك البلدان في عضوية مجموعة من المنظمات الدولية، منها:
| علم المنظمة | اسم المنظمة                        | تاريخ انضمام بالاو | تاريخ انضمام كوريا الجنوبية |
| ----------- | ---------------------------------- | ------------------ | --------------------------- |
|             | مؤسسة التمويل الدولية              | 16 ديسمبر 1997     | 16 مارس 1964                |
|             | منظمة حظر الأسلحة الكيميائية       | ?                  | ?                           |
|             | يونسكو                             | 20 سبتمبر 1999     | 14 يونيو 1950               |
|             | الأمم المتحدة                      | 15 ديسمبر 1994     | 17 سبتمبر 1991              |
|             | البنك الدولي للإنشاء والتعمير      | 16 ديسمبر 1997     | 26 أغسطس 1955               |
|             | مؤسسة التنمية الدولية              | 16 ديسمبر 1997     | 18 مايو 1961                |
|             | بنك التنمية الآسيوي                | 2003               | 1966                        |
|             | وكالة ضمان الاستثمار متعدد الأطراف | 16 ديسمبر 1997     | 12 أبريل 1988               |

## وصلات خارجية
- موقع وزارة الخارجية الكورية الجنوبية